# Jacques François Mouret

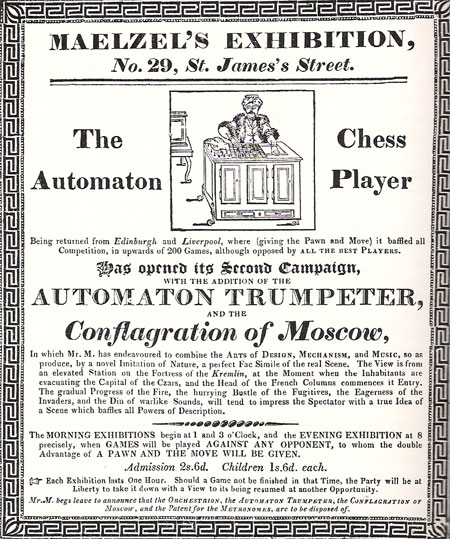
Een advertentie van de Turk in 1819, toen deze werd bediend door Mouret

Jacques François Mouret (1787–1837) was een Franse schaakmeester uit de vroege 19e eeuw die schaakleraar werd van de toekomstige Louis Philippe I en was een van de meest succesvolle bestuurders van de Turk, een beroemde schaakmachine. 